# جاهكيل مارشال روتي
جاهكيل مارشال روتي (مواليد 16 يونيو 2004) هو لاعب كرة قدم كندي يلعب في مركز الجناح في نادي تورونتو.

## وصلات خارجية
- جاهكيل مارشال روتي على موقع الدوري الأمريكي (الإنجليزية)
- جاهكيل مارشال روتي على موقع قاعدة بيانات كرة القدم.إي يو (الإنجليزية)
- جاهكيل مارشال روتي على موقع Soccerway.com (الإنجليزية)
- جاهكيل مارشال روتي على موقع عالم كرة القدم.نت (الإنجليزية)